# 锡布里
錫布里是一個位於美國肯塔基州韋伯斯特縣的城市。

## 地方資料
根據2020年美國人口普查的數據，該市的面積為7.63平方千米，當中陸地面積為7.61平方千米，而水域面積為0.02平方千米。當地共有人口1574人，而人口密度為每平方千米206.29人。